# Toxocara mystax
Toxocara mystax  (лат.) — вид круглых червей семейства Toxocaridae (Anisakidae). 
Тохосага mystax является широко распространённым паразитом в пищеварительной системе представителей семейства кошачьих. Взрослые особи паразитируют в тонком кишечнике, вызывая бессимптомное заболевание - токсокароз. В редких случаях, при сильной инвазии болезнь может закончиться смертельным исходом.
Самцы достигают в длину 5—10 см, самки 9—18 см. Окраска тела светло-жёлтого цвета. Головной конец тела имеет чётко выраженные «боковые крылья». Яйца круглой формы, с толстой оболочкой, размером около 85 мкм. Эмбриональная фаза длится 10—15 дней.
Инфицирование кошек происходит прямым путём при проглатывании яиц, либо при поедании мяса заражённых животных.
Дегельминтизация включает в себя приём препаратов en:Milbemycinoxim, en:Emodepsid, de:Febantel, en:Fenbendazol, en:Flubendazol.

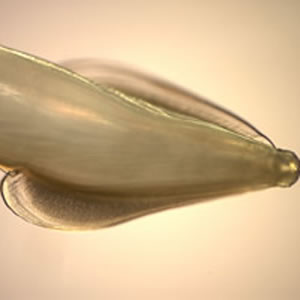
Головной конец с «боковыми крыльями»
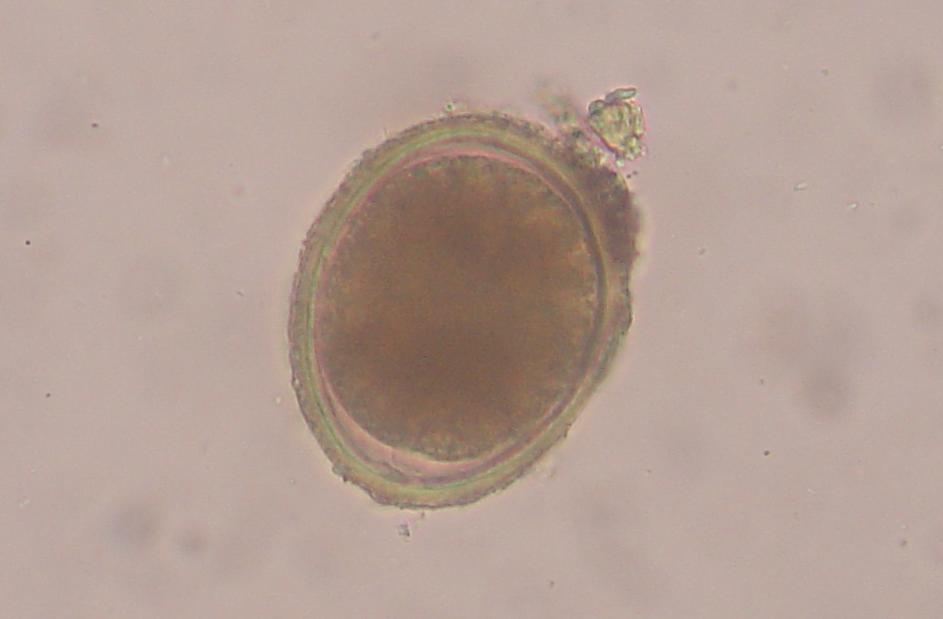
Яйцо червя